# Les Filous
Pour plus de détails, voir Fiche technique et Distribution.
Les Filous (Tin Men) est un film américain réalisé par Barry Levinson et sorti en 1987.
Le film se déroule à Baltimore, en 1963. Ernest Tilley et Bill « BB » Babowsky sont deux vendeurs en porte-à-porte d'aluminium pour bardage. S'ils travaillent dans deux sociétés différentes, les deux hommes se rencontrent lorsque BB cause un accident au volant de sa nouvelle Cadillac et emboutit la Cadillac de Tilley.
Après Diner (1982), c'est le second long métrage de ce qui constitue la série des « films Baltimore » du réalisateur ; il sera suivi de Avalon (1990) et Liberty Heights (1999).

## Synopsis
Ernest Tilley et Bill "BB" Babowsky sont des vendeurs de porte à porte en aluminium à Baltimore, Maryland en 1963, une époque où les "hommes de fer blanc", comme on les appelle, font presque tout - légal ou illégal - pour réussir une vente. BB est un escroc parlant doucement qui arnaque les jeunes femmes naïves et charmantes avec ses arguments de vente, tandis que Tilley est un perdant malheureux.
Ils se rencontrent pour la première fois lorsque BB, conduisant sa nouvelle Cadillac, rentre dans celle de Tilley. Bien que Tilley ait la priorité, chacun en veut à l'autre, et une querelle éclate entre eux.
Après que BB ait brisé les phares de Tilley et que Tilley ait brisé les vitres de la voiture de BB en réponse, BB entreprend de séduire Nora, l'épouse de Tilley, qui est malheureuse depuis longtemps. Immédiatement après avoir couché avec Nora, il appelle Tilley pour le narguer en lui annonçant la nouvelle. Tilley dit alors à BB de garder Nora car il veut se débarrasser d'elle.
Pendant ce temps, les deux hommes ont leurs propres problèmes personnels. Le partenaire et mentor plus âgé de BB, Moe Adamson, est hospitalisé pour une grave maladie cardiaque. Tilley a un problème de jeu et gaspille le peu d'argent qu'il gagne en pariant sur des courses de chevaux, ce qui provoque une rupture avec Nora. Tilley est couvert de dettes et redevable à divers créanciers dont l'IRS qui commence à confisquer ses biens pour des impôts fonciers impayés. Épuisés par leur rivalité, les deux hommes décident de jouer une partie de billard pour décider qui obtiendra Nora afin de mettre fin à leur guerre. BB perd, mais il n'honore pas le pari car il est tombé amoureux pour la première fois et Nora emménage avec lui.
La Commission de rénovation domiciliaire du Maryland, récemment créée, enquête sur les pratiques de vente et la corruption dans le secteur de la rénovation. Les deux hommes sont assignés à comparaître et après avoir témoigné sur leurs pratiques de vente, la commission leur retire leurs licences.
Alors que Tilley abandonne sa licence à contrecœur, BB le fait volontiers dans le cadre de sa nouvelle vision de la vie. BB voyant que Tilley a tout perdu, y compris sa voiture, prend pitié de lui et lui donne une chance. Ensemble, les deux hommes fraîchement au chômage commencent à partager des idées pour une nouvelle entreprise qu'ils peuvent créer eux-mêmes.

## Fiche technique
- Titre français : Les Filous
- Titre original : Tin Men
- Réalisation : Barry Levinson
- Scénario : Barry Levinson
- Musique : Fine Young Cannibals
- Photographie : Peter Sova (en)
- Montage : Stu Linder
- Production : Mark Johnson
- Sociétés de production : Bandai Films, Silver Screen Partners III et Touchstone Pictures
- Société de distribution : Buena Vista Distribution
- Pays de production :  États-Unis
- Langue originale : anglais
- Format : Couleur - Dolby - 35 mm - 1.85:1
- Genre : comédie
- Durée : 108 minutes
- Dates de sortie[1] :
  - États-Unis : 6 mars 1987 (sortie limitée)
  - États-Unis : 13 mars 1987
  - France : 2 juillet 2003[2] (DVD)

## Distribution
- Richard Dreyfuss (VF : Bernard Murat) : Bill « BB » Babowsky
- Danny DeVito (VF : Gérard Hernandez) : Ernest Tilley
- Barbara Hershey (VF : Élisabeth Wiener) : Nora Tilley
- John Mahoney (VF : Bernard Tiphaine) : Moe Adams
- Jackie Gayle (VF : Michel Bardinet) : Sam
- Stanley Brock (VF : Philippe Dumat) : Gil
- Seymour Cassel (VF : Raymond Loyer) : Cheese
- Bruno Kirby (VF : Philippe Peythieu) : Mouse
- J. T. Walsh (VF : Jacques Frantz) : Wing
- Richard Portnow (VF : Jacques Richard) : Carly
- Matt Craven (VF : Jean-Claude Montalban) : Looney
- Alan Blumenfeld (VF : Michel Vigné) : Stanley
- Brad Sullivan (VF : Denis Savignat) : Masters
- Michael Tucker (VF : Jean-Pierre Moulin) : Bagel
- Walt MacPherson (VF : Yves-Marie Maurin) : Joe Miles

## Musique
Le groupe britannique Fine Young Cannibals, qui apparaît dans le film, a composé plusieurs chansons pour celui-ci, dont Good Thing qui sera incluse dans l'album The Raw and the Cooked et deviendra l'un des plus grands succès du groupe en 1989.